# Московский район (Чебоксары)
Московский район (чув. Мускав районě) — один из трёх районов города Чебоксары. Расположен в западной части Чебоксар и состоит из трёх основных микрорайонов: Исторический холм, Северо-Западного, Юго-Западного. Району также подчинена деревня Чандрово и территория Заволжья с пгт Сосновка и посёлком Северный.

Здание администрации Московского района

Главные улицы района: Московский проспект, проспект Максима Горького, Улица Мичмана Павлова, ул. Гузовского, ул. Университетская, ул. Гражданская , Ядринское шоссе
Площадь территории района вместе с подчинёнными территориями д. Чандрово и Заволжья — 145,3 км² (площадь подчинённой части Заволжья составляет 57,47 км²)
Московский район отличается близостью к лесопарковой зоне и развитой инфраструктурой, что делает этот район наиболее комфортным для проживания.
Территория — западная часть г. Чебоксары и Заволжские земли в границах Чебоксарского городского округа.

## Границы района
В северной части территория проходит по внешней границе Чебоксарского городского муниципального образования в Заволжской части.
В западной части граница района проходит от точки соединения на фарватере реки Волга границ Чебоксарского городского муниципального образования и городской черты города Чебоксары, проходит на юго-восток по городской черте до пересечения автодороги Чебоксары — Завражное с автомагистралью Нижний Новгород — Уфа и далее продолжается по границе земель Чебоксарского городского муниципального образования до юго-восточной границы лесного квартала 46 Карачуринского лесничества Опытного лесхоза.
Далее граница проходит по городской черте до её пересечения со створом западной границы земельного участка муниципального предприятия «Ритуальные услуги». Пересекает автомагистраль и проходит вдоль западной границы муниципального предприятия до просеки между кварталами 19 и 20 Карачуринского лесничества, далее по просеке на северо-восток до пересечения с речкой Сугутка и по руслу реки доходит до её слияния с речкой Чебоксарка. По руслу речки Чебоксарка — до залива и вдоль восточной стенки берегоукрепления по урезу воды до «дороги к храму». Вдоль северо-восточной стороны «дороги к храму» по урезу воды, не доходя 100 метров до причальной стенки речного порта, проходит на север перпендикулярно к фарватеру реки Волга.

## Население
| 1979     | 1989     | 2002     | 2009     | 2010     | 2012     | 2013     | 2014     | 2015     |
| -------- | -------- | -------- | -------- | -------- | -------- | -------- | -------- | -------- |
| 96 725   | ↗140 206 | ↗168 408 | ↗180 721 | ↗182 061 | ↗187 050 | ↗190 680 | ↗193 109 | ↗195 326 |
| 2016     | 2017     | 2018     | 2019     | 2020     | 2021     |          |          |          |
| ↗197 729 | ↗200 774 | ↗201 264 | ↗202 366 | ↗203 141 | ↘192 253 |          |          |          |

## История
Район образован 22 июня 1973 года. 4 апреля 1973 года Президиум Верховного Совета Чувашской АССР принимает решение о разделении города Чебоксары на три административных района: Ленинский, Калининский и Московский.
В нынешних границах район утвержден решением Чебоксарского городского Собрания депутатов Чувашской Республики от 22 декабря 2000 г. № 2230.

## Экономика
В районе к промышленным предприятиям относятся Чебоксарское производственное объединение им. В.И. Чапаева в Юго-Западном микрорайоне и Чебоксарский приборостроительный завод на Московском проспекте.

## Инфраструктура района

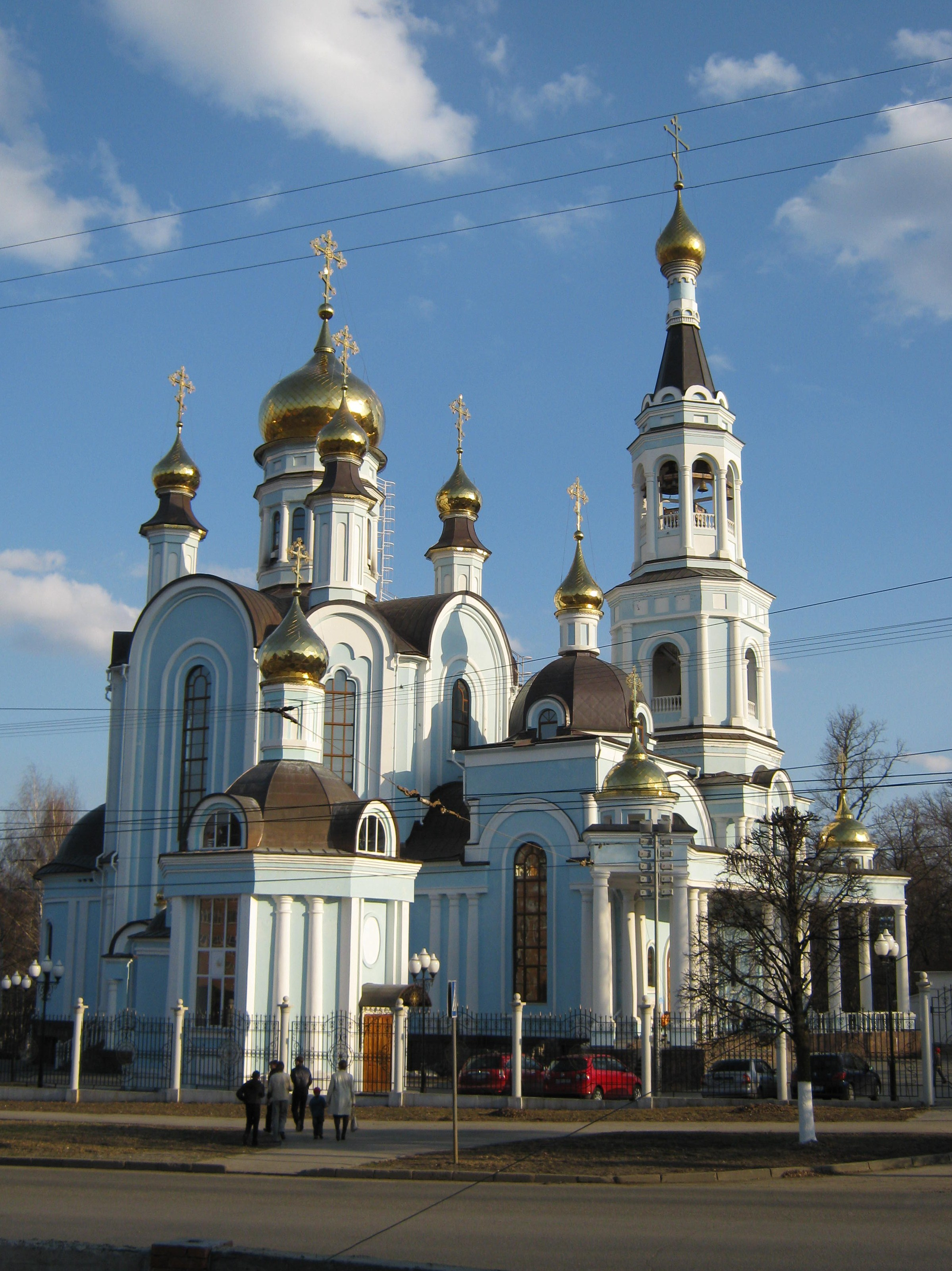
Церковь Святой Мученицы Татианы в Северо-Западном микрорайоне

В исторической части района, на так называемом «Западном косогоре», сохранилось наибольшее количество памятников истории и культуры. Среди них, ансамбль Свято-Троицкого мужского монастыря XVII—XVIII вв., Введенский собор, Михаило-Архангельская и Успенская церкви.
На набережной Чебоксарского залива расположились: величественный «Монумент матери», дом купца Кадомцева XVIII век, Чувашский государственный театр оперы и балета.
Далее по Московскому проспекту следуют корпуса Республиканской больницы, Чувашский государственный университет, студенческий городок.
Окраинную часть района формируют жилые массивы — Северо-Западный и Юго-Западный.
Северо-западный микрорайон привлекает своей благоустроенностью и повышенной комфортностью. Это самый экологически чистый и престижный микрорайон Чувашской столицы. Здесь активно ведётся строительство домов улучшенной планировки, застраивается обширная территория по берегу реки Волги.
Юго-Западный микрорайон представляет собой типичный спальный район, состоящий преимущественно из 9-10-ти этажных панельных домов. Ведёт свою историю от посёлка, сформированного при «Заводе имени Чапаева». За старой частью района по сей день, так и закрепилось название — Чапаевский посёлок.
В настоящее время в Юго-Западном микрорайоне ведётся строительство жилого комплекса «Байконур»,"Финская долина" и парка развлечений «Звёздный городок».

## Примечательные факты
С 1990 по 1994 год депутатом Совета народных депутатов Московского района города Чебоксары являлся ректор (с 2014) ЧГУ им. И. Н. Ульянова А. Ю. Александров.